# محدث
المُحَدِّث هو من يشتغل بعلم الحديث رواية ودراية، ويطلع على كثير من الروايات وأحوال رواتها، ومن أبرزهم أصحاب كتب السنن الستة البخاري ومسلم وأبو داود والنسائي والترمذي وابن ماجه، ومنهم من اشتهر بشرح الصحيحين كالنووي وابن حجر العسقلاني، ومن الفقهاء أحمد بن حنبل ومالك بن أنس وابن تيمية وتلميذه ابن قيم الجوزية والسيوطي، ومن المؤرخين شمس الدين الذهبي والحاكم النيسابوري وابن كثير الدمشقي وأبو بكر بن أبي خيثمة والدينوري والسخاوي، ومن القراء الدارقطني وابن الجزري.